# Cintura di rocce verdi dell'Hunt River

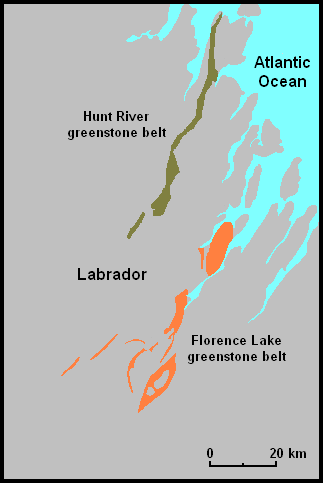
Mappa delle cinture di rocce verdi dell'Hunt River e del Florence Lake.

La cintura di rocce verdi dell'Hunt River, denominata anche cintura vulcanica dell'Hunt River, è una cintura di rocce verdi risalenti al Mesoarcheano situata nella provincia di Terranova e Labrador, nel Canada.
È posizionata lungo la costa del Labrador, circa 25 km a ovest del villaggio di Hopedale. Ha una lunghezza di 70 km ed è costituita da rocce metasedimentarie e rocce metavulcaniche.